# Homecoming (canción de Green Day)
«Homecoming» es la duodécima canción del álbum American Idiot de la banda de punk rock Green Day. Se trata de la segunda canción conceptual y de gran importancia dentro del álbum, narrando una de los sucesos más importantes de la vida de Jesús.

## Partes
I. The Death of St. Jimmy: Jesus of Suburbia decide abandonar la identidad de St. Jimmy, fingiendo un suicidio en la bahía, (Jimmy Died Today! he blew his brains out into the bay ¡Jimmy murió hoy!, él voló sus sesos en la bahía). Un 19 de octubre. 
II. East 12th Street: Cuenta como Jesus vive su vida después de fingir el suicidio terminando preso en una comisaría o bien, pudo haber conseguido un empleo del cual se da cuenta de que esa vida no es para él.
III. Nobody Likes You: Cuenta como una noche en la que se queda hasta la madrugada viendo TV. con la esperanza de que Whatsername vuelva, se da cuenta de que ella lo ha abandonado y de que nadie lo soporta lo cual lo hace entrar en una gran depresión sintiéndose odiado por todos. 
IV. Rock and Roll Girlfriend: Jesus recibe una postal de su amigo Tunny en la que le cuenta que ha triunfado en la vida, y señalándole que se aleje de él, porque no quiere volver a caer en las adicciones y en la depresión.
V. We're Coming Home Again: Jesus decide volver a su casa en Jingletown, USA con su madre, intentando borrar los recuerdos y empezar de cero.

## Historia
Según palabras de Billie Joe Armstrong: 
"Un día Mike estaba en el estudio y tocó una pieza de un poco más de 30 segundos (Nobody Likes You). No sé, me gustó tanto que quise hacerlo yo también", la que hice fue The Death of St. Jimmy y East 12th St. (East 12th st. Existe en verdad en Oakland y es donde Billie Joe Armstrong estuvo encarcelado cuando le detuvieron por conducir borracho su BMW a gran velocidad. Los gritos de esta canción se reflejan totalmente en la escena estando encerrado borracho en una celda pidiendo que le suelten) se la conecté a su parte, entonces Tré Cool hizo Rock And Roll Girlfriend y la conectó a la mía y así sucesivamente hasta que grabamos diez minutos. Fue solamente pasar un buen rato."

## Presentaciones en vivo
La canción fue interpretada en los shows donde se tocaba el disco American Idiot completo y en algunos shows de la gira. Se le interpretó en el famoso concierto dado en Milton Keynes, Inglaterra, donde se grabó el disco Bullet in a Bible, pero no se le incluyó en el mismo. Las últimas veces que se le tocó fue durante el 21st Century Breakdown World Tour, sustituyendo a Jesus of Suburbia en algunos conciertos.

## Versiones
- La versión original que aparece en el disco American Idiot.[2]
- Una versión en vivo grabada en el programa VH1 Storytellers el 15 de febrero de 2005, se incluyó en los sencillos de Australia y Reino Unido de Wake Me Up When September Ends.[3]
- La versión del musical American Idiot cantada por los actores de la obra e incluida en el CD American Idiot: The Original Broadway Cast Recording.[4]